# Daochuo
Daochuo (chiń. 道綽, pinyin Dàochuò; jap. Dōshaku; 562, zm. 27 kwietnia 645) – chiński mnich buddyjski związany ze Szkołą Czystej Krainy.

## Biografia i nauki
Urodził się i spędził dzieciństwo w Bingzhou w prowincji Shanxi. Po zostaniu mnichem buddyjskim studiował Sutrę Nirwany.
W 609 r., według legendy, odwiedził klasztor Tanluana i po przeczytaniu epitafium tego prekursora doktryny Czystej Krainy był pod takim wrażeniem, że rozpoczął studiowanie i praktykowanie nauk Czystej Krainy. Praktykował nianfo i recytowanie Sutry nieskończonego życia (Dłuższa Sukhāvatīvyūha Sūtra 無量壽經 pinyin Wúliángshòu jīng).
W 641 r. przybył do jego klasztoru Xuanzhong, w którym wygłaszał wykład na temat Sutry Amitajurdhjany (skr. Amitāyurdhyāna Sūtra) mnich Shandao. Wykład wywarł na nim takie wrażenie, iż został uczniem mistrza Daochuo.
Jego głównym dziełem jest praca Anle ji (Zbiór esejów o Czystej Krainie). Głównym tematem roztrząsanym przez niego był problem jak w czasach upadku Dharmy ignoranci mogą wejść do Czystej Krainy. Jego odpowiedzią była praktyka nianfo, wywoływania buddy, lub koucheng nianfo, wypowiadania imienia buddy. Gdy ktoś praktykuje nianfo z niepodzielnym umysłem, zło zostanie zwyciężone, wszelkie grzechy wymazane, a dana osoba odrodzi się Zachodnim Raju. 
Daochuo propagował również wykorzystywanie "pereł Buddy" (佛珠), czyli "różańca", jako środka pomocniczego do liczenia ilości powtórzeń imienia buddy. Wiadomo, że jeden z jego uczniów Daosheng w ciągu tygodnia powtórzył imię buddy milion razy.
Jednym z jego wkładów do buddyzmu Czystej Krainy było stworzenie podziału buddyzmu na dwie Drogi: świętą drogę lub drogę mędrców (wszelkie monastyczne praktyki prowadzące do oczyszczenia umysłu) oraz drogę Czystej Krainy (poleganie na łasce buddy Amitabhy.

## Linia przekazu
- Daochuo (562-645)

- Daosheng (bd)
- Shandao (613-681)

- Daoquan (bd)
- Huaigan (bd)

- Shaokang (zm. 805)?